# Šosse Entuziastov (anello centrale di Mosca)
Šosse Entuziastov (in russo: Шоссе Энтузиастов) è una stazione dell'anello centrale di Mosca inaugurata nel 2016. Situata nel quartiere di Lefortovo, si trova a poca distanza dall'omonima stazione posta sulla linea 8.
Nel 2017 il traffico passeggeri si attestava intorno ai 22.000 utenti quotidiani.